# Anthostomella trachycarpi
Anthostomella trachycarpi är en svampart som beskrevs av S.M. Francis 1980. Anthostomella trachycarpi ingår i släktet Anthostomella och familjen kolkärnsvampar.   Inga underarter finns listade i Catalogue of Life.